# Véhicule blindé de transport de troupes
Pour les articles homonymes, voir VTT et APC.

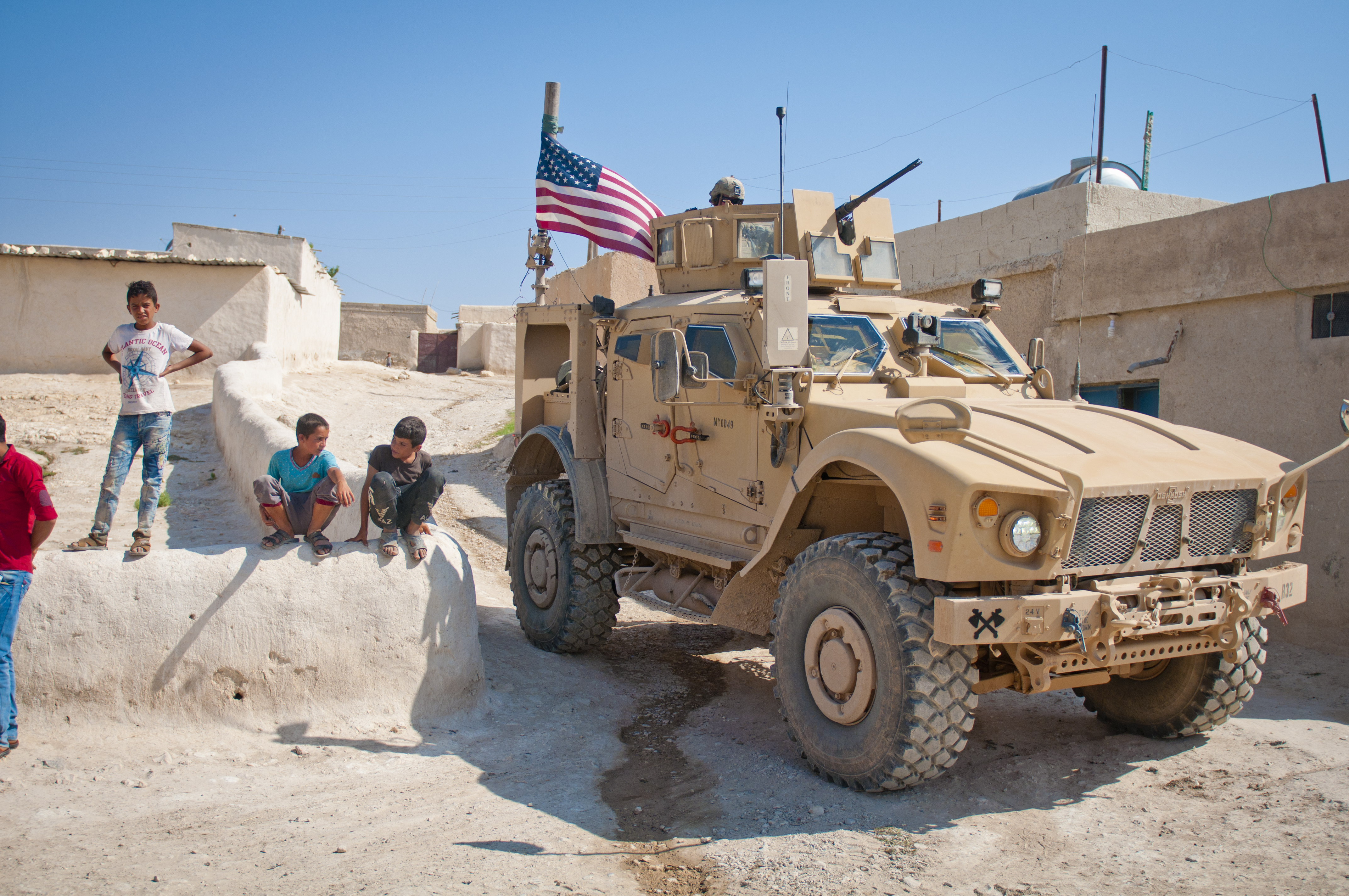
Blindé M-ATV américain a Manbij en Syrie.

Un véhicule blindé de transport de troupes (VBTT), véhicule grenadier (en français suisse), ou encore APC (en anglais Armoured Personnel Carrier) est un véhicule militaire blindé qui sert à transporter et protéger des fantassins sur terre. Il peut se déplacer sur des chenilles, des roues, ou un mélange des deux dans le cas d'une autochenille ou halftrack.
C'est une variante blindée du véhicule de transport de troupes.

## Histoire

### Les débuts

#### Essais de la Première Guerre mondiale
Dès les premières utilisations de groupes de combat sous blindage, observées sur le front français en août 1914, la nécessité apparaît d'embarquer des fantassins en appui des automitrailleuses, dans des véhicules blindés de transport de troupes improvisés.
Le premier transport de troupes conçu comme tel est peut-être, selon certaines définitions, le char Mark V britannique de la Première Guerre mondiale : il contenait un petit compartiment à passagers. Cependant, le premier VBTT spécialisé pour cette tâche était le char Mark IX britannique en 1918.
L'infanterie motorisée avait une mobilité assez importante, mais ses camions avaient besoin d'un bon réseau routier ou d'un terrain ouvert (comme dans le désert) : elle pouvait difficilement traverser un champ de bataille encore parsemé de cratères d'obus et d'obstacles divers. La solution ne pouvait venir que de véhicules chenillés ou à multiples roues motrices.

#### L'entre-deux-guerres
Après la guerre, le développement de forces mécanisées resta d'abord largement théorique, jusqu'au réarmement des années 1930. Jean-Baptiste Eugène Estienne, à la tête de la direction générale des études de chars récemment créée, tient deux conférences  devant le conservatoire national des arts et métiers, le 15 février 1920, puis à Bruxelles devant le roi Albert Ier, où il développe une vision de l'avenir des blindés : « Imaginez, Messieurs, au formidable avantage stratégique et tactique que prendraient sur les lourdes armées du plus récent passé, cent mille hommes capables de couvrir quatre-vingts kilomètres en une seule nuit avec armes et bagages dans une direction et à tout moment. Il suffirait pour cela de huit mille camions ou tracteurs automobiles et de quatre mille chars à chenilles et montés par une troupe de choc de vingt mille hommes. »
Après les pionniers de la motorisation et des blindés, Émile Mayer, Ernest Dunlop Swinton ou Jean-Baptiste Eugène Estienne, certains partisans de la guerre de mouvement comme J. F. C. Fuller ou Charles de Gaulle proposaient des « flottes de tanks » autonomes. D'autres, Heinz Guderian en Allemagne, Adna Romanza Chaffee aux États-Unis ou Mikhaïl Toukhatchevski en Union soviétique reconnaissaient que les unités de tanks avaient besoin d'un support rapproché de l'infanterie et des autres armes, et que celles-ci devaient donc progresser à la même vitesse qu'elles.

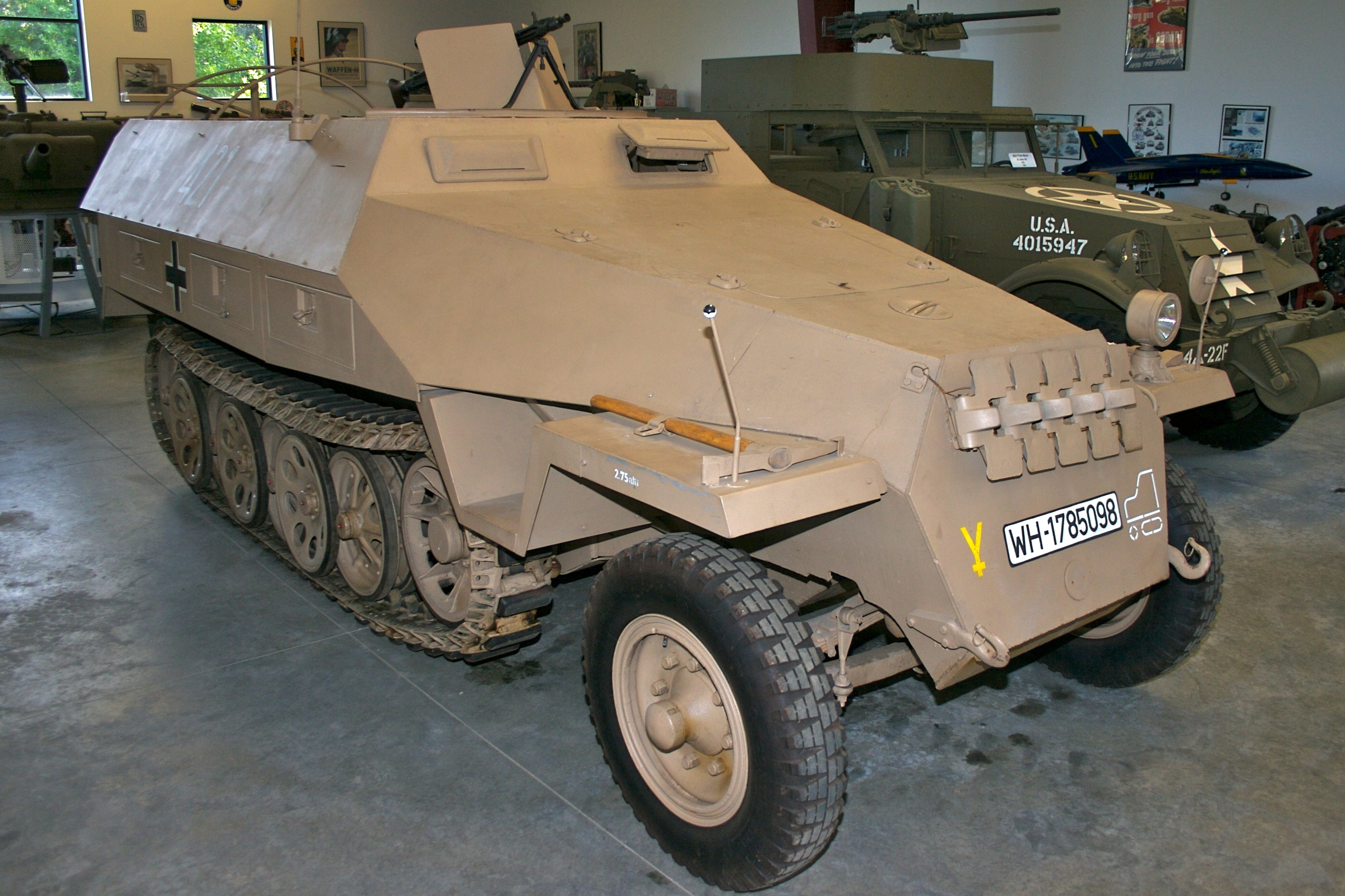
Autochenille allemande SdKfz 251.

Lors du réarmement de l'Allemagne dans les années 1930, certaines unités d'infanterie de leurs nouvelles Panzerdivision furent équipées de l'autochenille SdKfz 251, capable de les suivre sur la plupart des terrains. L'armée française créa aussi des divisions mécanisées légères, dont certaines unités d'infanterie possédaient de petits véhicules de transport de troupes chenillés. Elle commença  à mécaniser ses troupes de cavalerie avec les autochenilles  Kégresse au cours des années 1930, remplacées par la suite par des véhicules à roues Lorraine et Laffly. Ajouté à la motorisation de l'infanterie et du train, cela dotait ces deux armées de formations combinées à grande mobilité. La doctrine allemande était de les utiliser pour exploiter les percées de la guerre éclair, tandis que les Français envisageaient de les utiliser pour déplacer rapidement leurs unités lors d'une guerre défensive.

#### Campagne de l’Anti-Atlas (20 février - 10 mars 1934)
Le gouvernement d'Édouard Daladier désire achever la Pacification du Maroc, débutée en 1912 et étendue au Haut Atlas en 1932, pour rapatrier le maximum de troupes en métropole. Le général Antoine Huré décide de favoriser la surprise tactique appuyée sur le mouvement et la vitesse. Les qualités des troupes motorisées et de l'aviation sont utilisées au maximum et l'état-major suit l'évolution des combats par liaisons radios. La concentration de troupes la plus importante depuis la guerre du Rif comprend 35 000 hommes, 500 véhicules dont une centaine de blindés, 10 500 montures et huit escadrilles ou une centaine d'avions, principalement des Potez 25 TOE.Les blindés sont constitués des automitrailleuses de découverte AMD Panhard 165/175 TOE et AMD Laffly 50 AM, du camion blindé Panhard 165 (groupe de combat de 10 soldats) et de la voiture de prise de contact Berliet VUDB,.
L'ensemble comporte deux groupes d’opérations ou GO. Le GO ouest du général Georges Catroux comprend 3 groupements formés d’infanterie légère, d’escadrons de cavalerie à cheval, d’artillerie tractée et de compagnies de chars. Le GO est du général Henri Giraud bénéficie du gros des moyens, avec deux groupements. Le groupement du colonel Maratuech est identique au GO ouest. Le groupement du colonel Trinquet concentre la majorité des unités motorisées. Il bénéficie d'un appui constant de l'aviation, qui assure l'éclairage et attaque les objectifs d'opportunité à la bombe et à la mitrailleuse.
Le groupement Trinquet déstabilise les arrières ennemis par des manœuvres de débordement de plus de 200 kilomètres. Les unités motorisées devancent toute tentative d'offensive ou de fuite. Les tribus de l'Anti-Atlas se rendent en masse sous l'effet des mouvements d'encerclement, le GO ouest et le groupement Maratuech réalisant la prise de contrôle du terrain. Ce résultat est obtenu par une manœuvre inter-armes où les qualités de vitesse et d'élongation des unités motorisées et des escadrilles d'aviation provoquent la dislocation de l'ennemi. Cette campagne, dont les enseignements ne seront pas ou peu analysés par l'état-major français, est comparée à la Bataille de France de 1940, où une force beaucoup plus manœuvrière déstabilise totalement l'armée française.

### La Seconde Guerre mondiale

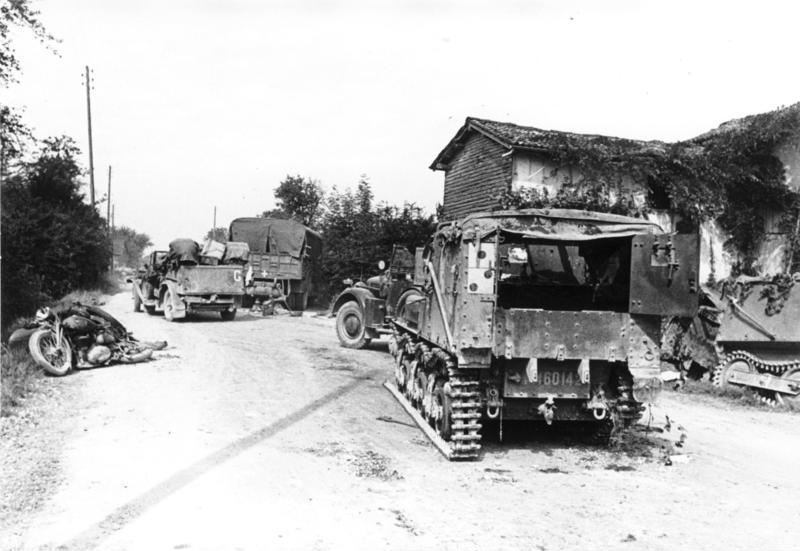
Une VBCP 38L française abandonnée en 1940.

La première utilisation massive de véhicules de transport de troupes eut lieu pendant la Seconde Guerre mondiale, avec des autochenilles telles que le halftrack M3 des États-Unis et les Sdkfz 250 et 251 allemands, ainsi que des véhicules entièrement chenillés tels que le Bren Carrier britannique et la chenillette Renault UE française. L’armée française expérimente les transports de troupes chenillés avec la voiture blindée de chasseurs portés Lorraine 38L mise en service en 1940. Le VBCP Lorraine 39 L doit lui succéder, ce qui ne peut être réalisé avant la fin de la bataille de France.
Les transports de troupes permettaient à l'infanterie d'accompagner les blindés en mouvement et au combat. Cependant, leur blindage était très inférieur à celui des chars, ce qui rendait les troupes vulnérables. Certaines armées, en particulier allemandes et soviétiques, faisaient aussi transporter de l'infanterie sur le toit de chars d'assaut. Celle-ci est alors très vulnérable à un tir d'armes légères, mais elle était plus à même de protéger le char. L'armée soviétique compensait également ainsi son manque de véhicules de transport.
Une solution à ce problème est apparue durant l’opération Totalize, lorsque le commandant des troupes canadiennes, Guy Simonds, demanda à son atelier mécanique mobile de transformer des canons automoteurs M7 Priest en transport de troupes, en enlevant le canon et en fermant l'ouverture ainsi laissée. Ces chars modifiés, nommés Kangaroo, démontrèrent rapidement la valeur du concept, qui fut adopté ensuite par les Britanniques et les Américains.

### L'après-guerre

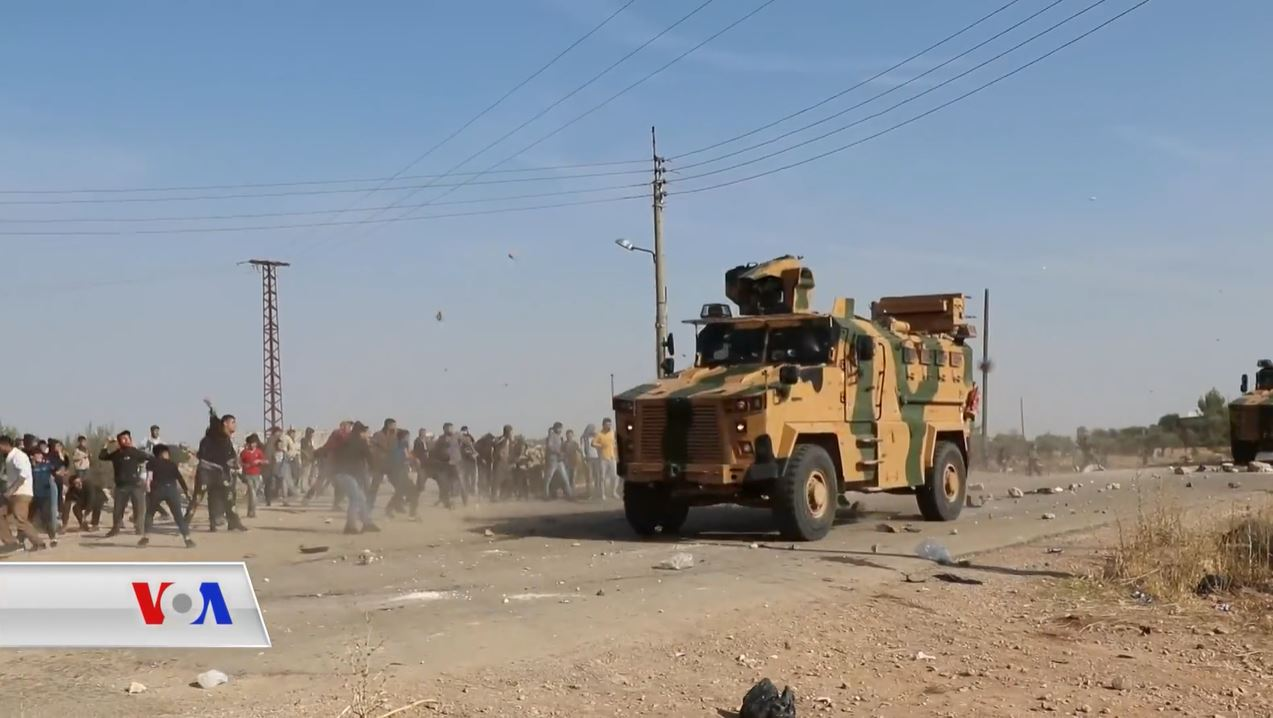
Un Kirpi caillassé par des habitants à Kobané en 2019.

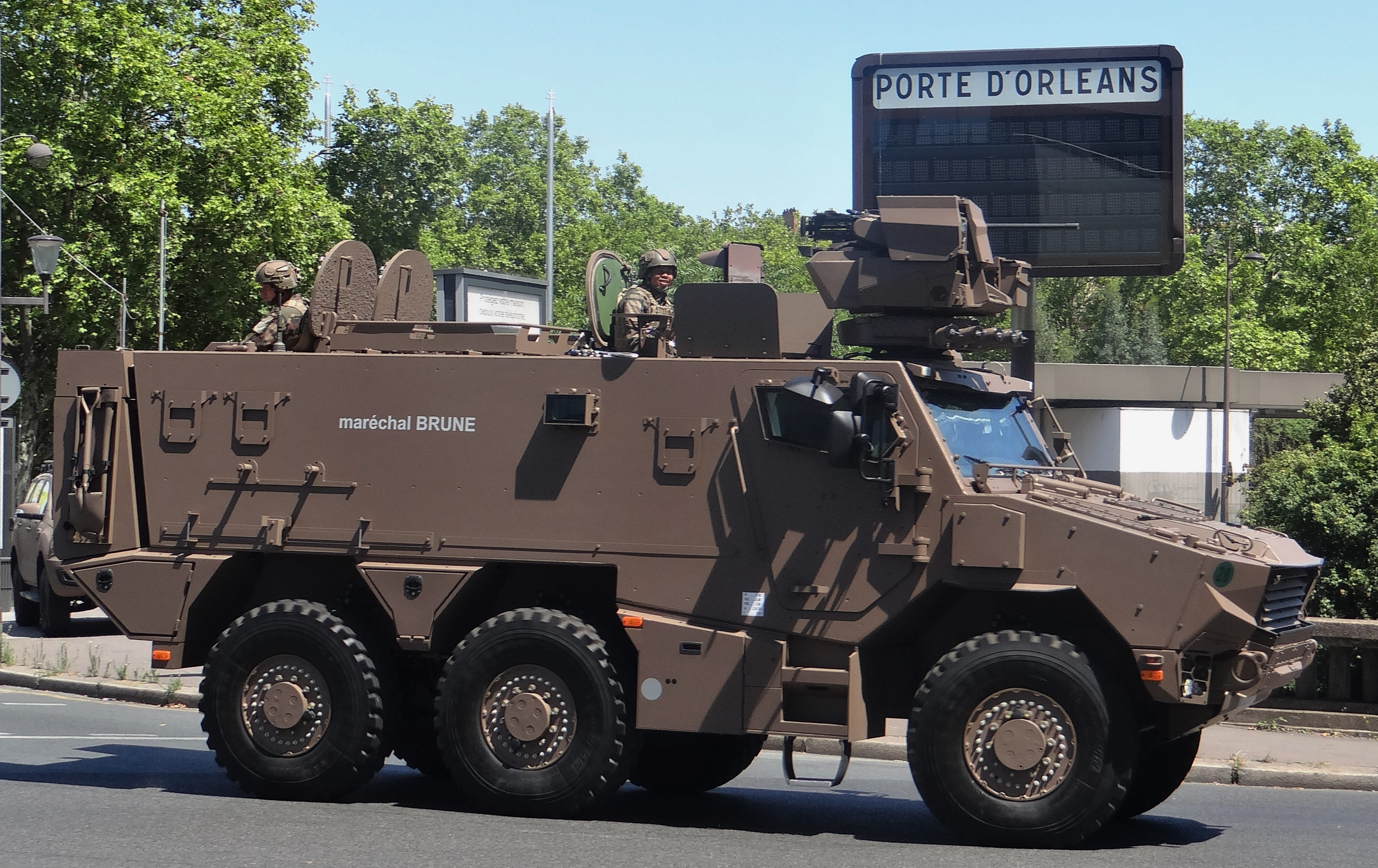
VBMR Griffon à Paris en 2022

Après la guerre, plusieurs VBTT spécialisés différents furent développés. Les États-Unis conçurent une série de véhicules chenillés, le plus diffusé étant le M113 qui fut construit à 80 000 exemplaires. L'Union soviétique fit évoluer son BTR-40, conçu pendant la guerre, en une série de VBTT à huit roues. Les véhicules de ces deux puissances sont vendus et diffusés dans le monde entier.
En 1967 apparut en URSS le BMP-1, un véhicule de transport de troupes armé d'un canon sans recul de calibre 73 mm et d'un lance-missile. Cet armement plus lourd que celui d'un VBTT, couplé à un blindage légèrement plus lourd, en faisait le premier véhicule de combat d'infanterie ou IFV. L'armement de ces véhicules leur permet de soutenir le groupe de combat d'infanterie après l'avoir déposé, bien que leur blindage reste léger.
La fragilité des premières générations de VBTT face à un missile antichar, un lance-roquettes ou une mine antichar fait que dans certaines situations les passagers préfèrent voyager sur le véhicule (au risque d'être vulnérables en cas d'attaques d'armes légères) qu'à l'intérieur (où ils risqueraient de tous périr en cas d'explosion du véhicule). Cette tactique fut déployée en particulier pendant la guerre du Vietnam par les forces américaines et durant la guerre d'Afghanistan par l'armée soviétique.
Les évolutions plus récentes ont vu les VBTT accroître leur capacité de résistance aux engins explosifs improvisés afin de s'adapter à des situations de guerre asymétrique (tels que l'opération Barkhane). La tendance est aussi à la connectivité des véhicules : la vétronique.

## Liste de véhicules blindés
- Humvee
- Oshkosh M-ATV
- Join Light
- VBL
- VAB
- Griffon
- Cobra II (en)
- KIRPI
- GAZ TIGR